# لیونت (کانزاس)
لیونت (به انگلیسی: Levant) شهری در ایالت کانزاس کشور ایالات متحده آمریکا است که جمعیت آن در سرشماری سال ۲۰۱۰ میلادی، ۶۱ نفر بوده‌است.